# Rue Neuve-Notre-Dame
Rue Neuve-Notre-Dame era una strada del IV arrondissement che collegava la piazza dove sorge la Cattedrale di Notre Dame con rue du Marché-Palu e poi rue de la Cité. La strada venne creata nel 1163 per volontà del vescovo Maurice de Sully sotto il regno di Luigi VII di Francia, figlio di Filippo II Augusto di Francia. È scomparsa nel 1865 in quanto è stata inglobata nel parvis della cattedrale di Notre Dame.

## Etimologia
La strada doveva il suo nome dal fatto che essa conduce direttamente alla Cattedrale di Notre Dame.

## Descrizione
La strada si presentava con un percorso di 76 metri di lunghezza per una larghezza di 6 metri che aveva inizio dalla place du Parvis e terminava a rue du Marché-Palu (rue de la Cité nel 1834). Si trovava parallela all'asse della Senna da cui era separata dall'antico Hôtel-Dieu. Venne prolungata ad ovest dalla rue du Marché-Neuf. Tre piccole strade adiacenti la congiungevano con rue Saint-Christophe che le era parallela; qui si trovavano poi le rues de Coulon, la de Venise e de la Huchette · .

## Storia

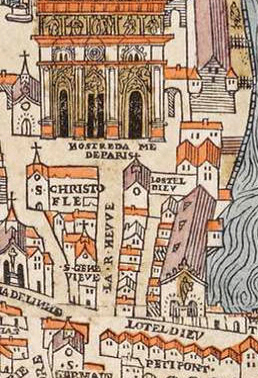
La rue Neuve (« LA.R.HEVVE ») sulla Mappa di Truschet e Hoyau (c.1550).

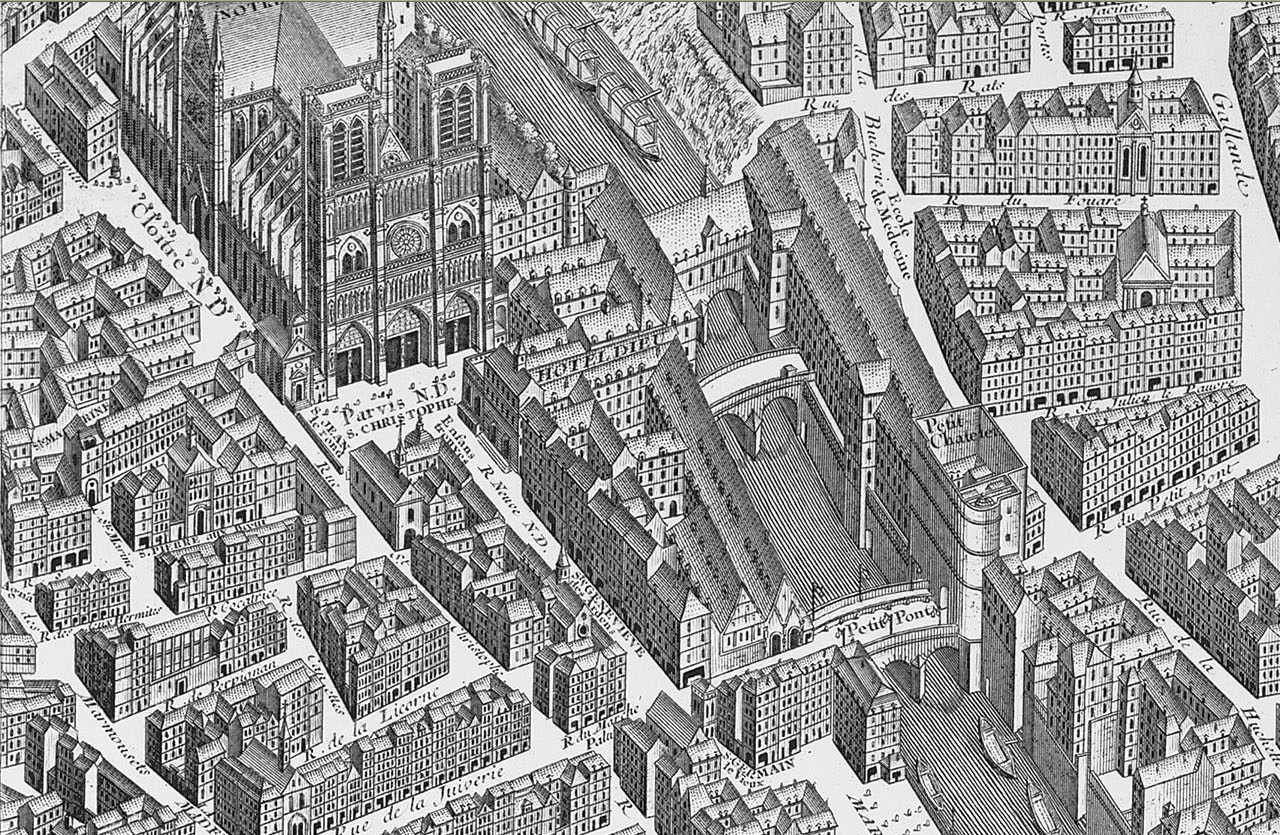
La rue Neuve-Notre-Dame sulla Mappa di Turgot

Henri Sauval indica questa strada come esistente sin dall'origine di Parigi e che inizialmente essa era nota col nome di rue Neuve-Sainte-Geneviève e rue Sainte-Geneviève dal momento che essa passava proprio davanti alla chiesa di Sainte-Geneviève-des-Ardents che il vescovo di Parigi, Maurice de Sully, fece rinominare nel 1163 Cattedrale di Santo Stefano.
Nel 1163, il vescovo di Parigi Maurice de Sully propose l'ambizioso progetto di rinnovare della città più popolata, ovvero l'île de la Cité, comprese le stradine che all'epoca si trovavano davanti alla cattedrale. 

Egli propose di sostituire la cattedrale con un edificio più grande (la futura cattedrale di Notre Dame), progettare una nuova piazza davanti al nuovo edificio e demolire parte delle case presenti per creare un'adeguata strada carrozzabile. Questa strada venne pensata anche per portare i materiali necessari alla costruzione della nuova cattedrale e facilitarne l'accesso anche alla popolazione numerosa che vi si accalcava nelle grandi occasioni. In effetti, senza la costruzione di questa strada, l'accesso al tempio era possibile tramite la ruelle du Sablon. Lo storico Michel Fleury ha rimarcato che Gregorio di Tours ha descritto nella sua Storia dei Franchi (LIB. VI, 32), l'uscita del conte Leudaste dalla cattedrale nell'anno 583, utilizzando il termine latino di platea che definiva la presenza di una grande strada o di una primitiva piazza. 

Questa strada era allora chiamata rue Neuve ed alla fine del XIII secolo divenne quindi nota come rue Neuve-Notre-Dame in quanto conduceva direttamente alla Cattedrale di Notre Dame. È citata per la prima volta ne Le Dit des rues de Paris di Guillot de Paris col nome di rue Neuve-Nostre-Dame.
Nel 1702, la strada, che faceva parte del quartiere de la Cité, possedeva 28 case in totale e 7 lanterne che ogni giorno venivano accese
Nel 1793, sotto la Rivoluzione francese, venne rinominata rue de la Raison all'insegna della decristianizzazione dei nomi delle vie della città.
Nel 1865, il barone Haussmann propose di ingrandire la piazza davanti alla cattedrale di Notre Dame, facendo così scomparire per sempre la via. Nel 1970 si decise di riprendere l'antico corso della via con un pavée di diverso colore.

Si possono ancora vedere le tracce delle fondamenta delle case distrutte nella cripta archeologica del parvis Notre-Dame.

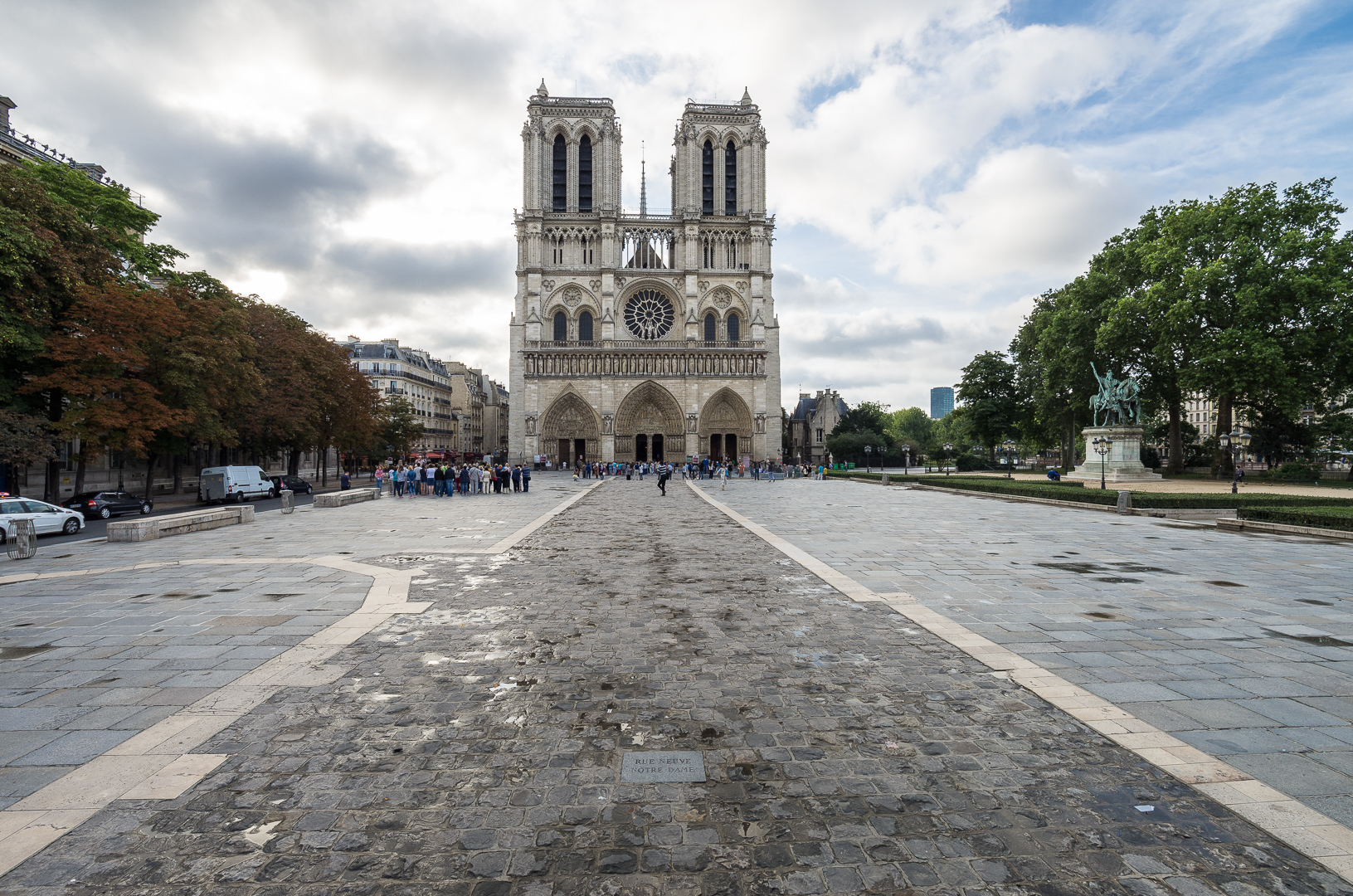
Il tracciato dell'antica rue Neuve-Notre-Dame sul parvis.
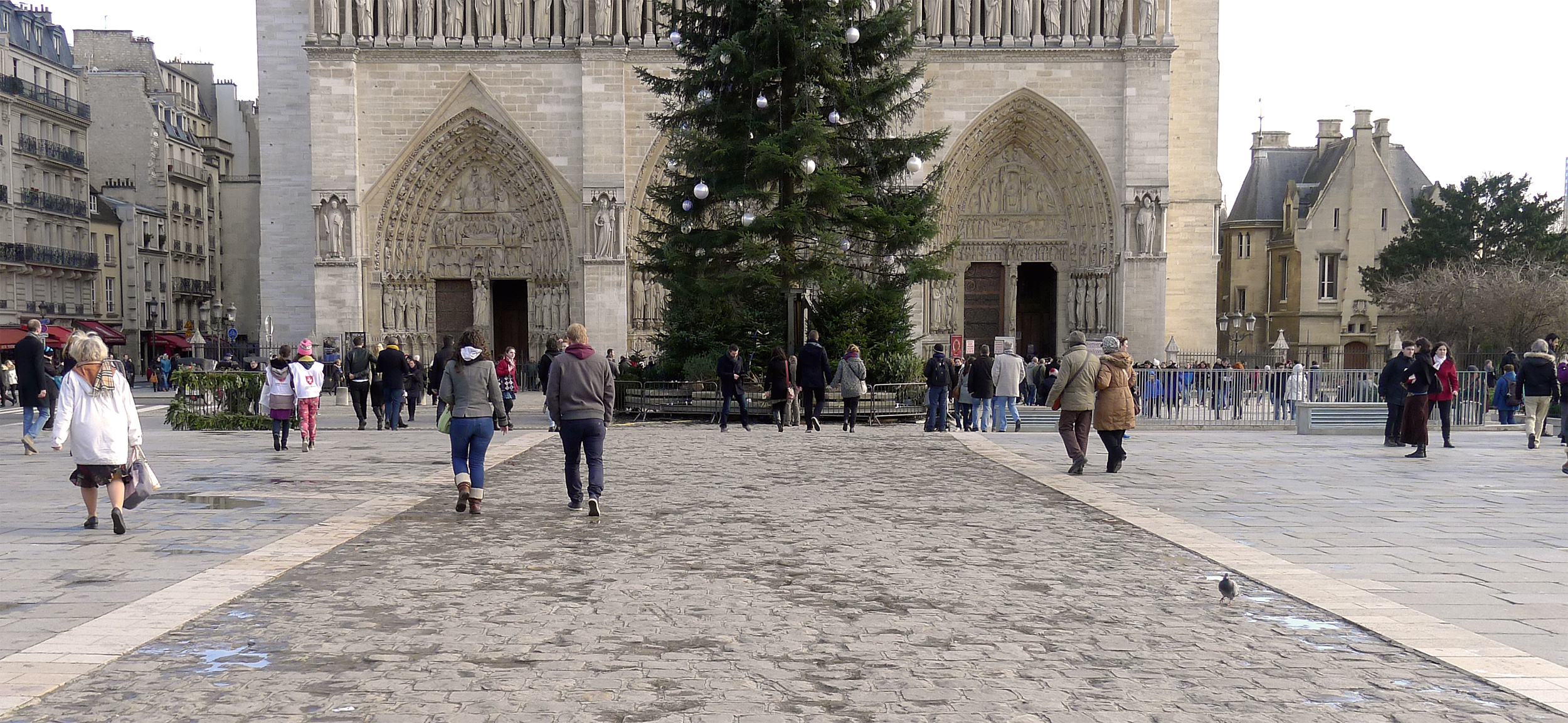
Posizione della via antica in rapporto con Notre-Dame.
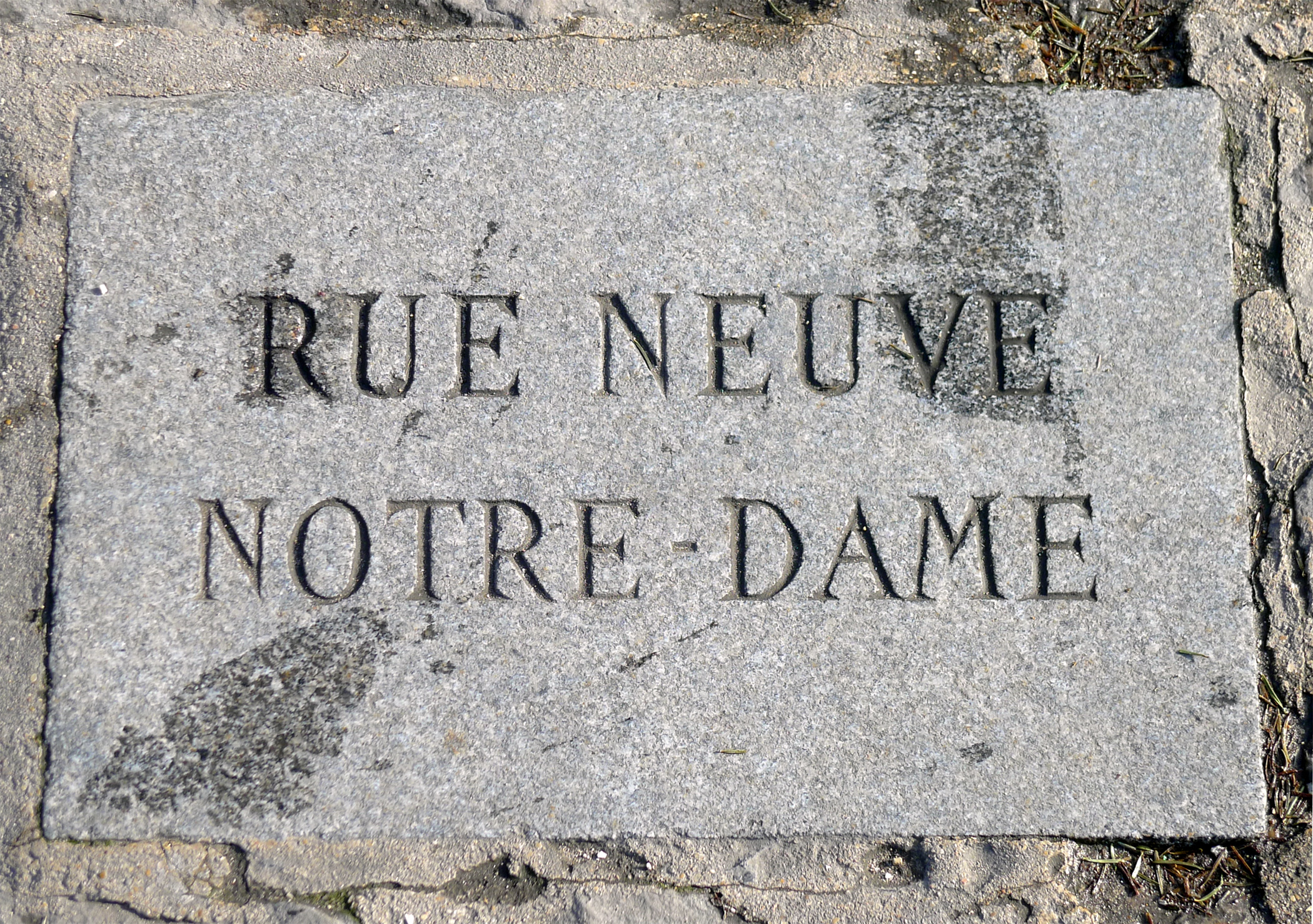
Indicazione al suolo.

## Attività
La rue Neuve-Notre-Dame permetteva il passaggio delle grandi processioni religiose da e verso la cattedrale.
Nel XIII secolo numerosi artigiani vivevano in questo quartiere. Rue Neuve-Notre-Dame era nota in particolare per la presenza di molti negozi di libri, oltre che di rilegatori, miniaturisti e qualche pergameniere. A partire dal XVI secolo, la via si popolò delle prime stamperie della città legate all'industria libraria. Tra questi i più noti furono Pierre Sergent, Nicolas Bonfons e Pierre Roffet.
L'Hôpital des Enfants-Trouvés fondato il 24 febbraio 1672, inizialmente col nome di « Maison de la Couche » si trovava in questa via. Nel 1750, l'architetto Germain Boffrand venne incaricato della costruzione di un nuovo ricovero per bambini abbandonati nella parte nord della via. Questa operazione ampliò un poco la piazza davanti alla cattedrale con la demolizione dell'antica chiesa di Sainte-Geneviève des Ardents (nel 1745) assieme a quella di Saint-Christophe mentre quella di Saint-Jean-le-Rond per dare spazio al nuovo progetto che sarà a sua volta distrutto nel 1877.

## Edifici notevoli
- Chiesa di Sainte-Geneviève-des-Ardents
- Hôpital des Enfants-Trouvés

## Opere
- Il poeta Guillot de Paris cita la via nel suo Le Dit des rues de Paris[12] · [N 4]:

En la Cité isnelement
Puis en la cité promtement
M'en vins après, privéement :
La rue du Sablon par m'ame,
Puis rue Neuve de Notre-Dame
- Il pittore tedesco Eduard Gaertner ritrasse la via in un suo quadro del 1826
- L'acquarellista inglese Thomas Shotter Boys ritrasse la via in una litografia del 1835, per il suo Picturesque Architecture in Paris, Ghent, Antwerp, etc., pubblicato nel 1839
- L'illustratore inglese Thomas Elliott Rosenberg dipinse un acquerello da una incisione di François-Martin Testard e W. Segard rappresentante una processione verso la cattedrale di Notre-Dame attraverso la rue Neuve-Notre-Dame; il disegno è visibile nell'opera Picturesque Views of Public Edifices in Paris pubblicata nel 1814
- La società Dassault Systèmes ha realizzato un modello in 3D della rue Neuve-Notre-Dame come doveva presentarsi nel 1350 per la sua applicazione Paris 3D Saga

## Annotazioni
1. ↑  Recherches critiques, historiques et topographiques sur la Ville de Paris di Jean-Baptiste-Michel Renou de Chauvigné dit Jaillot, 1775, p.92
2. ↑  Attualmente scomparsa ma un tempo denominata anche « cul de sac des Sablons » o « rue du Champ-Flory »
3. ↑  Leudastis usque ad plateam est prosecutus…
4. ↑  ca 1280-1300